# Gare du Stade de France - Saint-Denis
Pour les articles homonymes, voir Gare de Saint-Denis (homonymie).
Ne doit pas être confondu avec Gare de La Plaine - Stade de France, Gare du Stade ou Gare de Saint-Denis.
La gare du Stade de France - Saint-Denis est une gare ferroviaire française de la ligne de Paris-Nord à Lille, située sur le territoire de la commune de Saint-Denis, dans le département de la Seine-Saint-Denis, en région Île-de-France. Elle dessert notamment le quartier d'affaires du Landy et le stade de France.
Elle est mise en service en 1998. C'est une gare de la Société nationale des chemins de fer français (SNCF), desservie par les trains de la ligne D du RER.

## Situation ferroviaire
Établie à 39 mètres d'altitude, la gare du Stade de France - Saint-Denis est située au point kilométrique (PK) 4,175 de la ligne de Paris-Nord à Lille, entre les gares ouvertes de Paris-Nord et Saint-Denis. En direction de Paris-Nord, s'intercale le site de l'ancienne gare de Pont-Marcadet.

## Histoire
La gare a été ouverte en 1998, à l'occasion de la Coupe du monde de football, afin de desservir le Stade de France. C'est ce qui explique son organisation, avec de larges plans inclinés et une large ligne de contrôle, afin de permettre d'écouler rapidement des foules importantes. Elle est située à l'est du faisceau ferroviaire principal de la gare du Nord, qui comprend en particulier les lignes Paris – Lille, Paris – Pontoise et Paris – Le Tréport. Ces lignes ne peuvent pas desservir la gare, en l'absence de quais pour les voyageurs. À l'ouest du faisceau se trouve le Technicentre du Landy, site de maintenance et de remisage construit spécialement pour assurer l'entretien des rames TGV. Les installations du Technicentre s'étendent sur 30 hectares et comportent 27 kilomètres de voies.

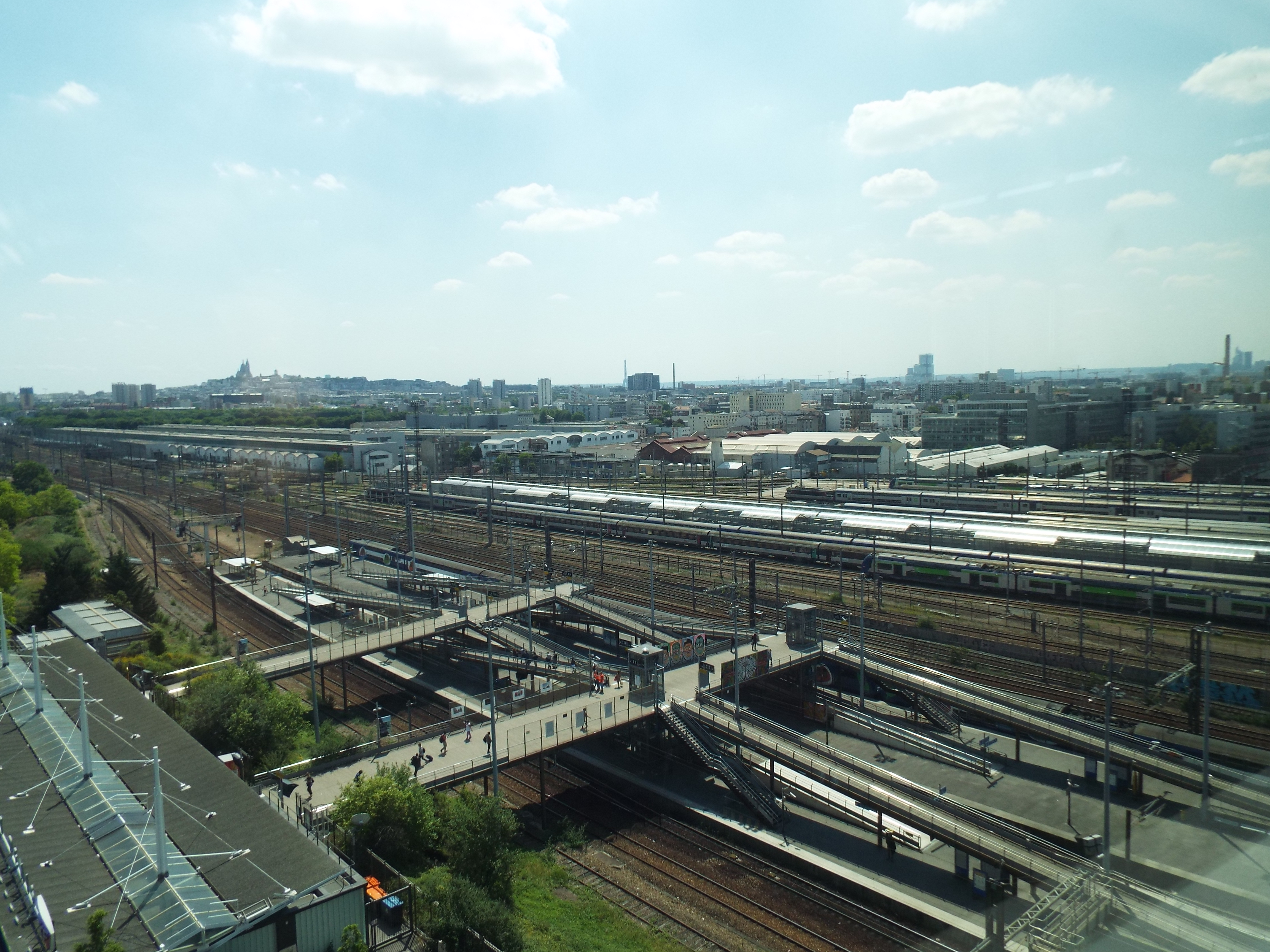
La gare, au premier plan, vue du siège de la SNCF, et le Technicentre du Landy au second plan

La gare est desservie par les trains de la ligne D du RER sur la branche D1.
Bien que la gare soit située à proximité du quartier Pleyel (Saint-Denis et Saint-Ouen), il n'y a aucune liaison aisée car le faisceau ferroviaire fait obstacle aux cheminements. Un pont prolongeant l'avenue François-Mitterrand, à Saint-Denis, en direction de l'ouest du faisceau, le franchissement urbain Pleyel, sera réalisé en deux temps : l'ouverture aux circulations douces avant les Jeux olympiques de 2024 et le franchissement routier par la suite.
D'abord conçue comme une halte destinée à desservir le Stade de France, et caractérisée par la largeur de ses rampes destinées à permettre une desserte et une évacuation rapide du Stade, la gare est devenue de plus en plus fréquentée par les 15 000 salariés (25 000 prévus avec le Landy-2) du quartier d'affaires du Landy qui s'est construit à ses pieds. Salariés et syndicats se sont plaints tant de l'absence de services que d'une passerelle non couverte formée de lames de bois qui se sont révélées être des pièges pour les escarpins. Aussi, la SNCF a-t-elle annoncé investir 2,3 millions d'euros pour faire couvrir la passerelle (qui sera dotée d'un nouveau revêtement) et construire un hall d'attente avec deux guichets Transilien, une borne « grandes lignes » et un relais presse, qui doit être mis en service en 2011.

## Fréquentation
De 2015 à 2023, les estimations de la SNCF sont les suivantes :
| Année         | 2015      | 2016      | 2017      | 2018      | 2019      | 2020      | 2021      | 2022      | 2023      |
| ------------- | --------- | --------- | --------- | --------- | --------- | --------- | --------- | --------- | --------- |
| Fréquentation | 9 893 704 | 9 915 895 | 9 890 614 | 9 616 737 | 9 511 865 | 3 879 984 | 4 425 669 | 7 844 102 | 8 346 758 |

Installations de la halte, en 2007
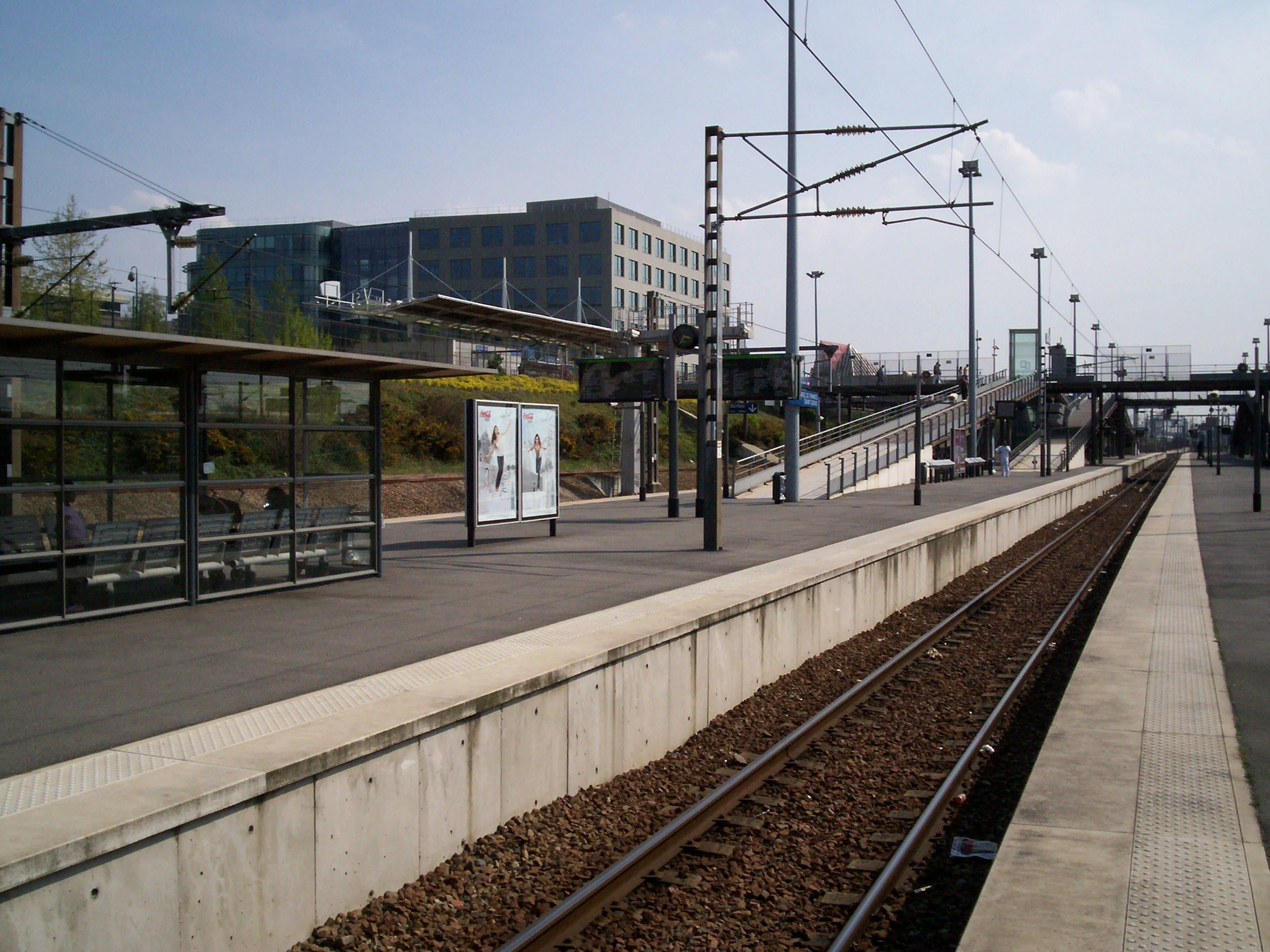
La voie centrale et les quais.
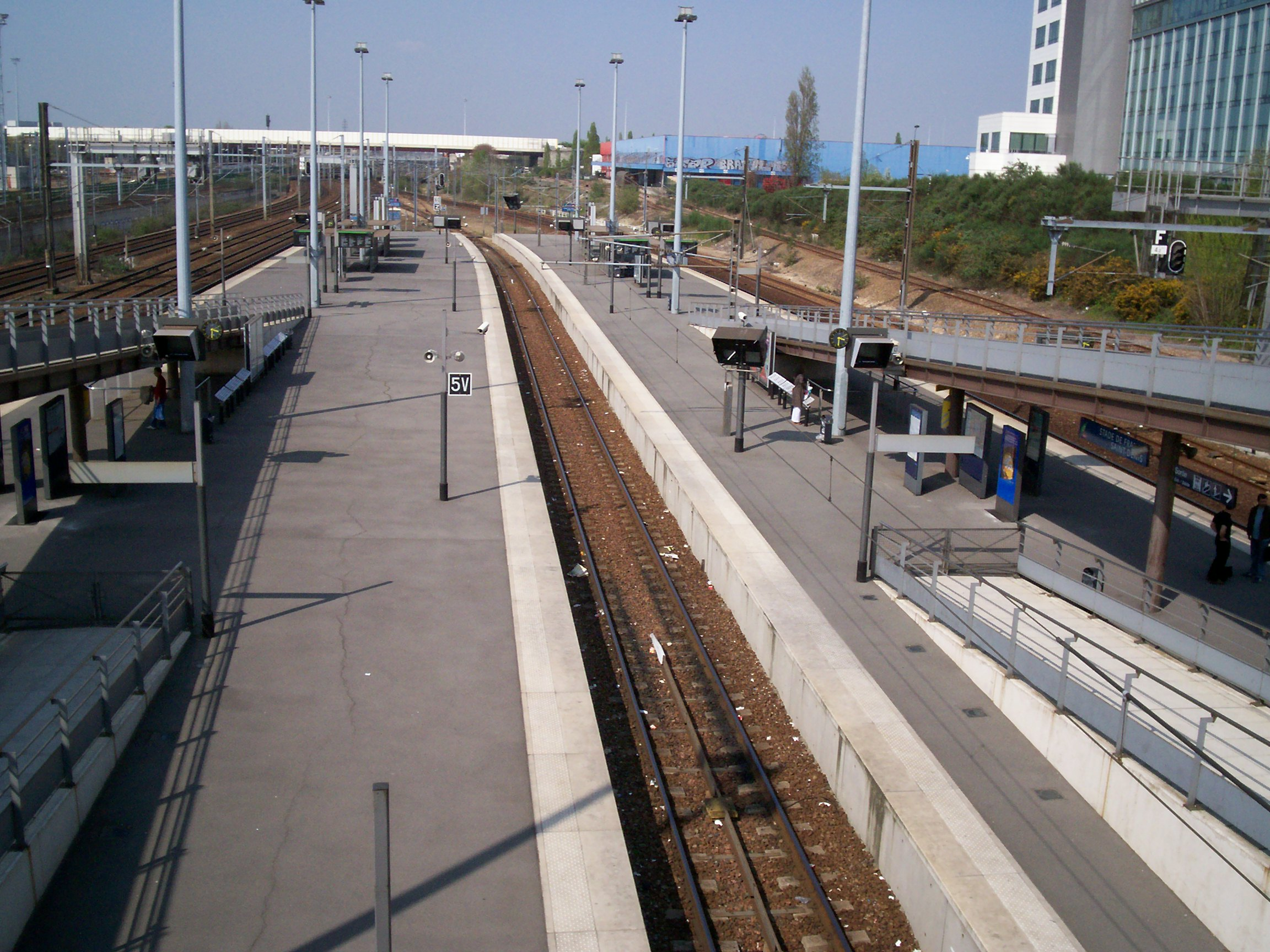
Vue des quais depuis la passerelle.

## Service des voyageurs

### Accueil

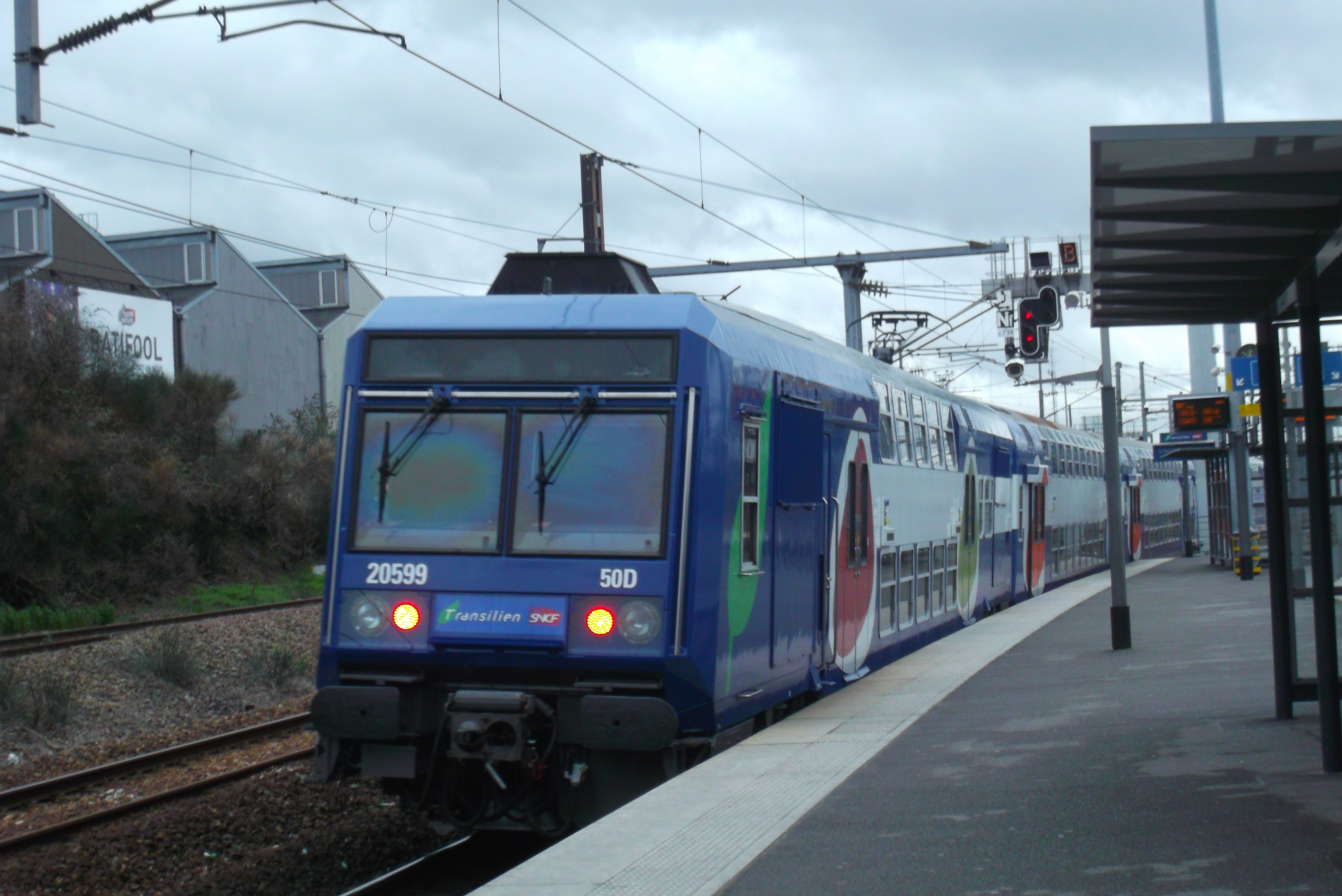
Desserte en 2014.

Gare SNCF du réseau Transilien, elle dispose d'un unique accès sur la place aux Étoiles. Depuis cette place, deux passerelles en surplomb (une au nord et une au sud) permettent l'accès aux quais. Ces deux passerelles disposent chacune de quatre rampes descendant de chaque côté des deux quais, installées en quinconce. Depuis la passerelle nord, il est également possible d'accéder aux quais par des escaliers fixes, des escaliers mécaniques et des ascenseurs. Le dispositif d'accessibilité des personnes à mobilité réduite est complété de bandes d'éveil de vigilance sur les quais, de boucles magnétiques et d'un dispositif élargi pour le contrôle des billets. Elle est équipée, pour l'achat de titres de transport Transilien, d'un guichet (ouvert tous les jours) et d'automates ; le système d'information sur les horaires des trains en temps réel est également présent.

### Desserte
Stade de France - Saint-Denis, située en zone 2, est desservie par les trains de la ligne D du RER sur la branche D1. En plus des deux voies latérales utilisées pour la majorité des circulations, la gare du Stade de France dispose d'une voie centrale, accessible depuis les deux quais, qui sert de terminus ou d'origine pour certaines missions en provenance ou à destination du sud de la ligne.

### Intermodalité
Un parc pour les vélos y est aménagé ; il n'y a pas de parking.
La gare est desservie par les lignes 139, 173 et 353 du réseau de bus RATP.
Le 24 juin 2024, la gare offre une correspondance à distance à la nouvelle station Saint-Denis Pleyel du Grand Paris Express de la ligne 14 et ainsi qu'à la station Carrefour Pleyel de la ligne 13 via le franchissement urbain Pleyel ,,. 
Sur les flancs d'automates de la gare, une correspondance à distance avec la ligne B du RER (en gare de La Plaine - Stade de France) est indiquée bien que n'apparaissant pas sur les plans officiels de la ligne, une correspondance directe de quai à quai en gare de Paris-Nord étant préférée.

Installations
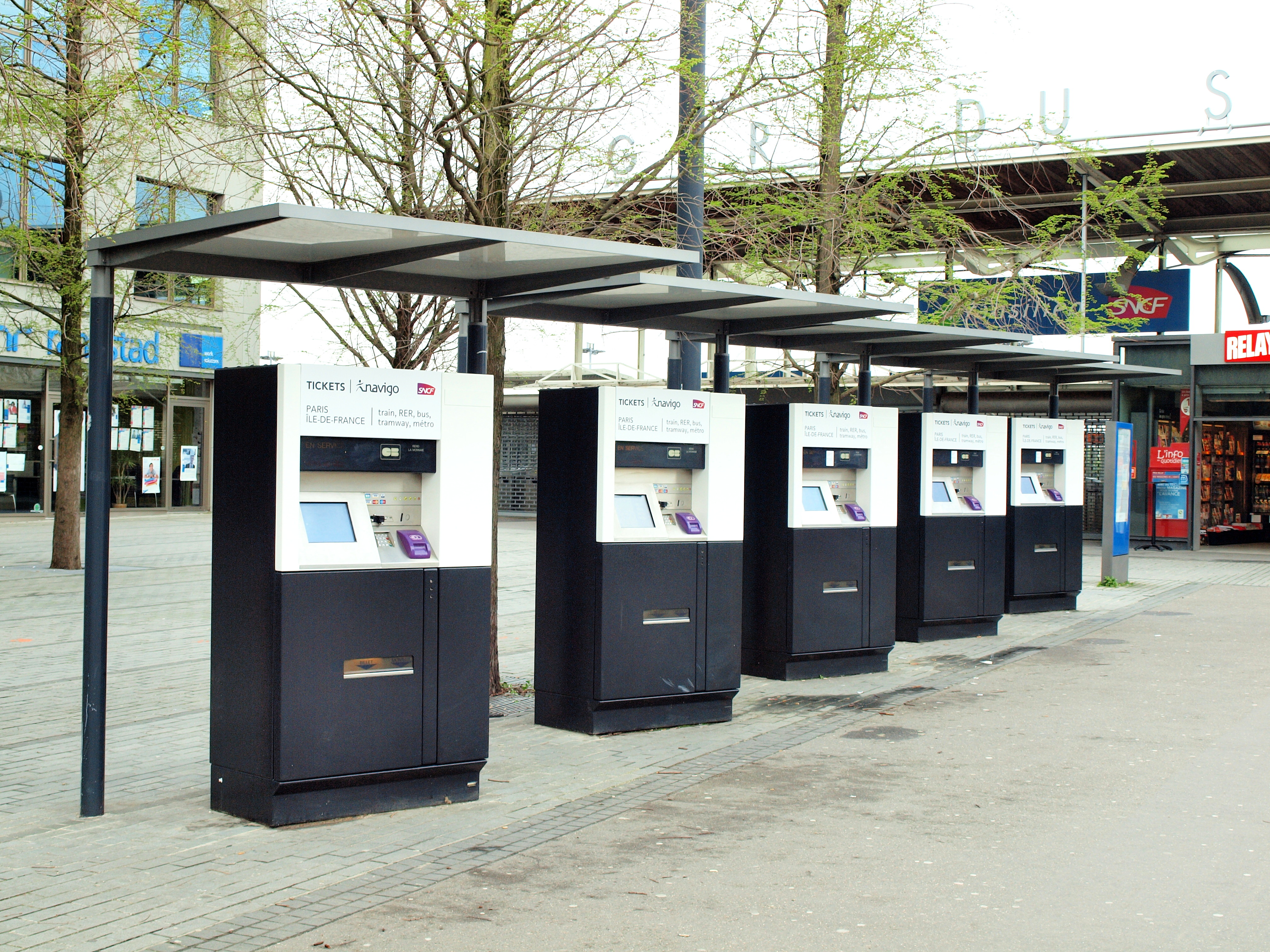
Automates sur la place aux Étoiles.
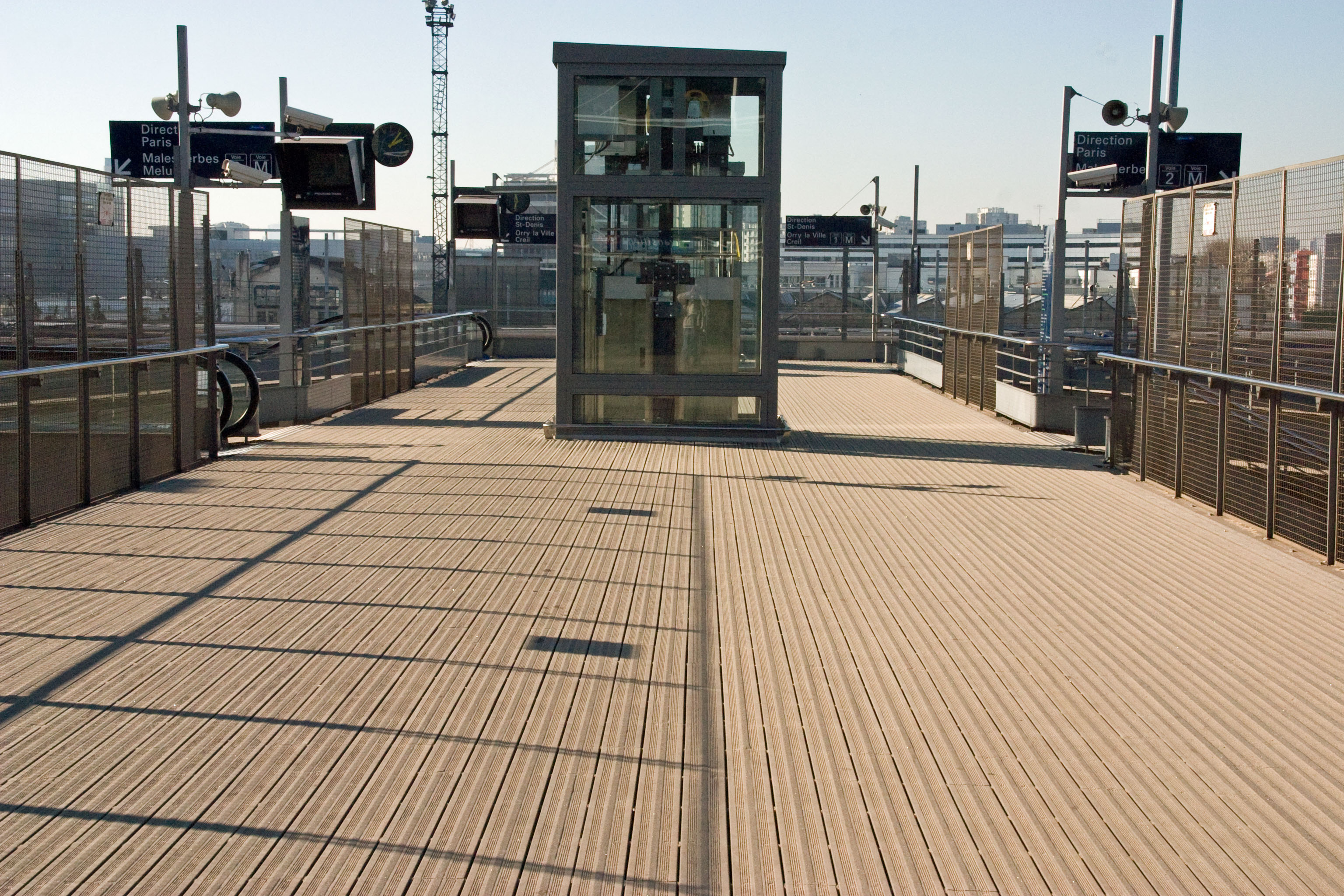
Passerelle nord.
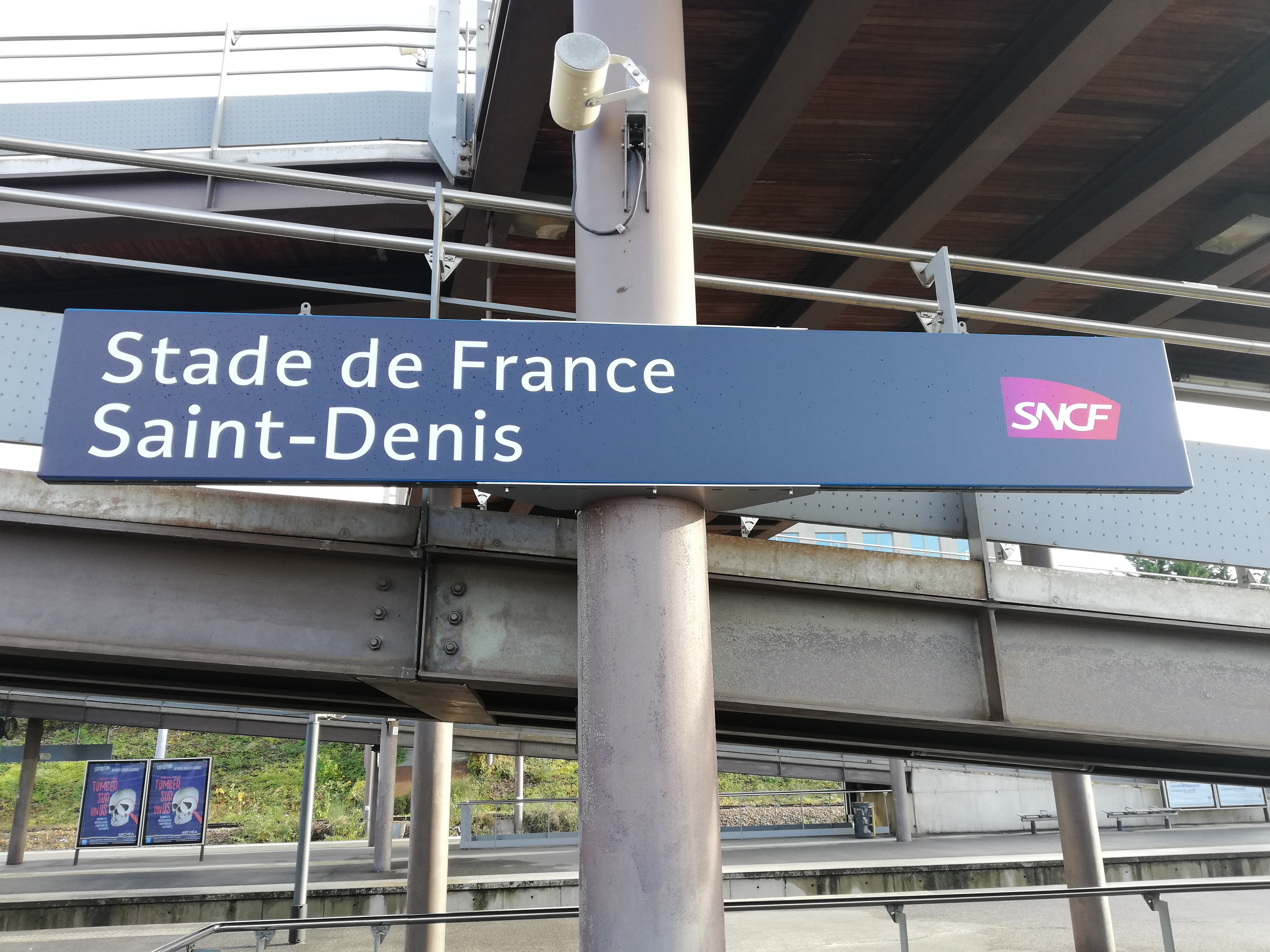
Panneau signalétique.
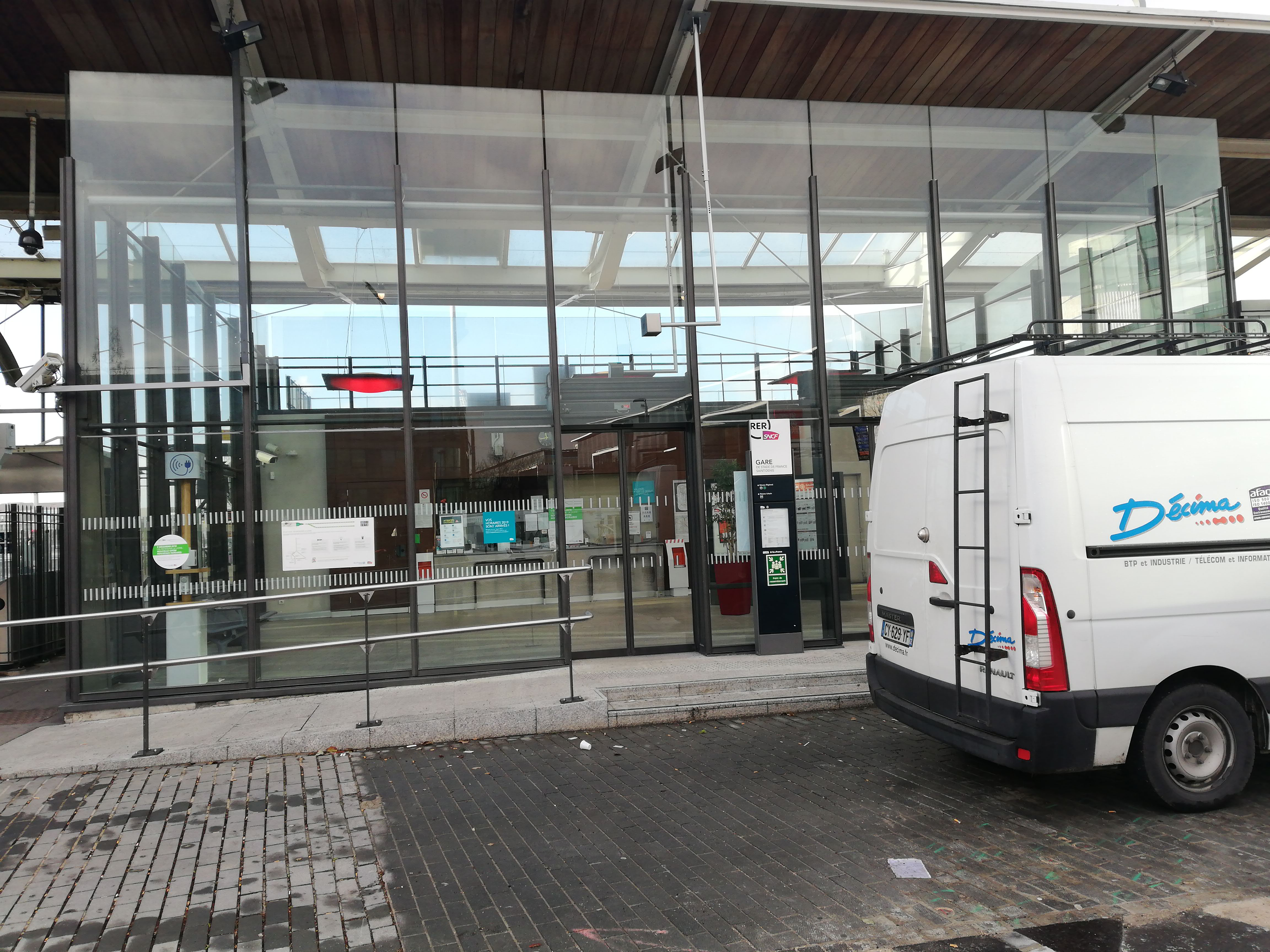
Bâtiment voyageurs.
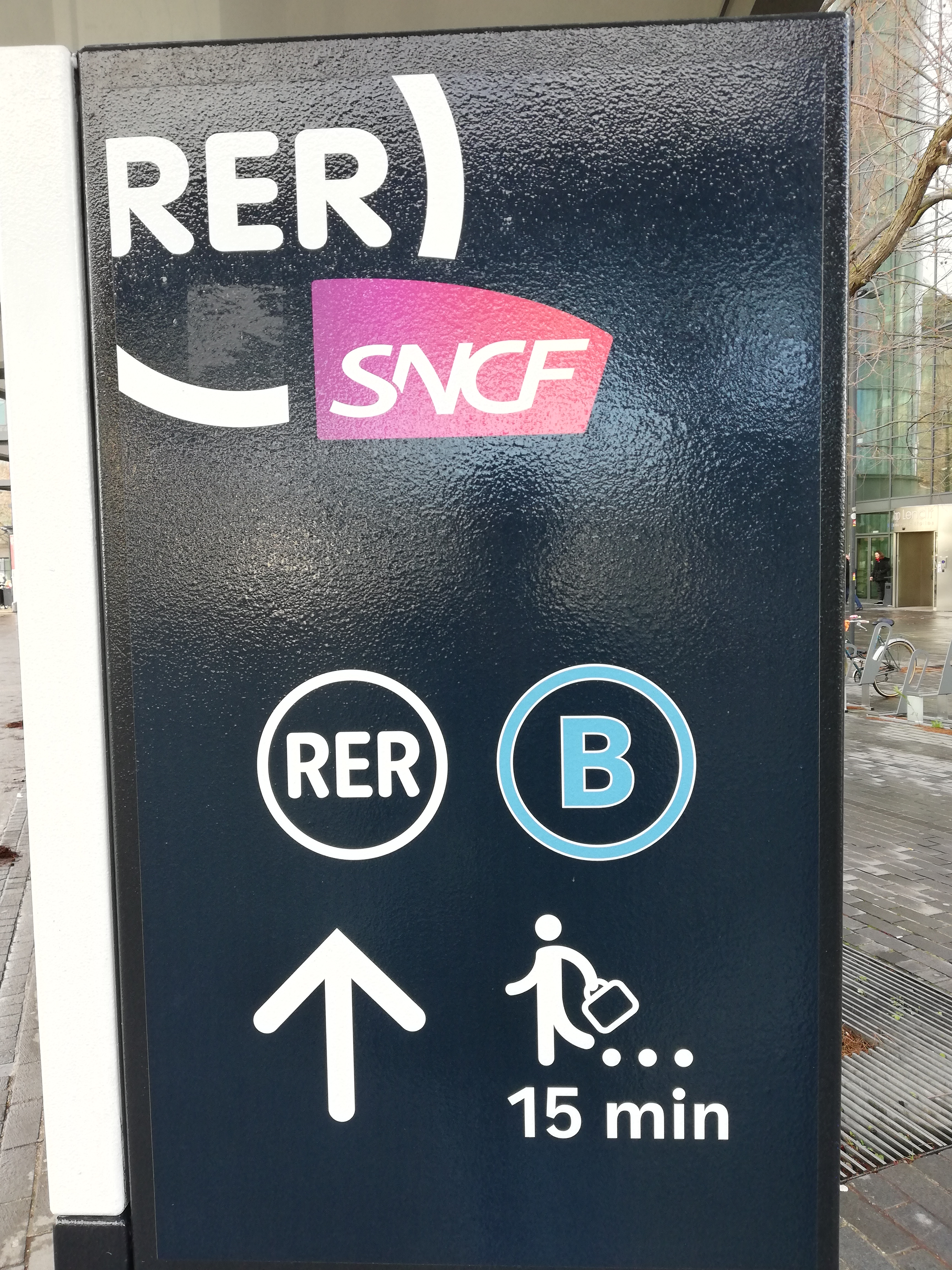
Correspondance avec le RER B (en gare de La Plaine - Stade de France) indiquée sur un automate.

## Projets
En septembre 2020, différentes parties se sont réunies sous la présidence du préfet d'Île-de-France, Marc Guillaume, afin d'étudier l'arrêt des trains de la ligne H dans cette gare en vue de favoriser la correspondance avec le Grand Paris Express.
En 2022, le projet prévoit l'ajout de deux quais desservant les quatre voies de la ligne H du Transilien, et l'ajout d'une voie à quai pour les trains du RER D. L'espace nécessaire est créé par le déplacement des voies RER vers l'est. Il implique une réduction de la largeur des quais du RER D. Les passerelles actuelles doivent être remplacées par des passerelles plus longues pour desservir les nouveaux quais. Elles seront liées au franchissement Pleyel. Le coût de ce profond remaniement de la gare est évalué entre 400 et 500 millions d'euros pour une mise en service globale en 2034, mais son financement n'est pas encore déterminé.